# Baby It's Over
«Baby It's Over» (en español: "Cariño, se acabó") es el primer sencillo con el cual la cantante sueco-griega Helena Paparizou promociona su primer álbum recopilatorio bajo el nombre Greatest Hits & More, en el que incluirá los mayores éxitos de su carrera y contenido extra, como canciones inéditas. La canción ha sido compuesta por un equipo sueco y producida por Toni Mavridis, actual pareja y productor de la cantante. El 18 de febrero de 2011 lanzó a la venta la canción, alcanzando, en su segundo día, la primera posición en la lista de ventas de iTunes. El sencillo debutó directo al número uno en la lista de ventas digitales de Grecia. El 4 de enero de 2012, Baby it's over aparecía en el segundo lugar de las canciones más escuchadas durante el año 2011 según la lista oficial de Airplay.

## Composición
Nos encontramos ante una canción de corte dance compuesta por un grupo de suecos y finlandeses: Tamminen, Ahlstedt y Sörvaag. La canción comienza con una melodía de sintetizador al estilo de las grandes canciones que suenan en el momento y de grandes DJs como David Guetta. La presente pista se caracteriza por una percusión y sonidos potentes y marcados.  La canción sigue una estructura normal formada por una introducción con melodía, dos estrofas, tres estribillos y un puente antes del estribillo final. La voz de Helena está muy bien conseguida ya que llega a notas bastante altas.

## Promoción
Por primera vez, Baby It's Over, se escuchó en la pasarela de diseñadores griegos organizada por la cadena de televisión y radio Mad, con la colaboración de Vodafone el 2 de febrero. Nueve días después, el 11 de febrero, aparecía en la final del concurso Factor X de Grecia interpretando su nuevo éxito y los singles de su último álbum, Gyro apó t'óneiro. Desde el primer día que se escuchó en la pasarela de MadWalk la canción tuvo gran repercusión y comenzó a difundirse por la internet. El 18 de febrero fue el día en el que el sencillo se publicó en iTunes y al día siguiente ya estaba en el puesto número uno en Grecia. Ha sido una de las canciones de Helena más famosa y en cuanto al tiempo en el número uno en Grecia ha sido la que más ha estado, aguantando en dicha posición durante nueve semanas.
La mayor promoción no fue ni por la discográfica ni por la cantante ya que gracias a los fanes de la cantante la noticia sobre la nueva canción se extendió por numerosas páginas sobre música de diferentes países de Europa. Gracias a esto llegó a debutar en listas de países europeos como por ejemplo en Bulgaria donde en la lista de canciones más vendidas se situó en el puesto número siete, o en Noruega en la lista de una de las radios más importantes del país llegó al número veinte. También otros países consiguió situarse dentro del ranking de iTunes, como en España o Suecia.

## Videoclip
El videoclip, dirigido por Konstantinos Rigos, mismo director que en el videoclip de la canción An isouna agapi, fue grabado el día 23 de marzo en el recinto olímpico de Atenas. Helena está vestida por el diseñador griego Apostolos Mitropoulos y la coreografía viene de la mano de Chali Jennings, habitual coreógrafo de Helena Paparizou.
La primera publicación que se hizo del videoclip fue el 31 de marzo. Esta versión publicada estaba sin acabar la postproducción, es decir, sin haber acabado el montaje de estudio. Esto fue así debido a que dicho día era el plazo máximo para los MAD VMA, si no hubiese sido así el videoclip de Baby It's Over no podría estar nominado a ningún premio. Ese mismo día, por la noche, eliminaron el videoclip en toda la red.
La versión final, ya terminada, comenzó a retransmitirse el día 5 de abril en MAD TV (Grecia) y MTV Grecia.

### Sinopsis
El video cuenta con imágenes de los modelos en el backstage que aparecieron en el Madwalk que se celebró en febrero de 2011. También, aparecen algunas imágenes de lo que fue la pasarela. Helena, durante todo el video, viste un catsuit negro ajustado y unos botines negros, del diseñador Alexander McQueen. El videoclip en general es una muestra de moda, ya que todas las personas que aparecen en el video, ya sean modelos, o bailarines visten diseños de Mitropoulos. 
Empieza con imágenes del backstage del Madwalk intercaladas con Helena Paparizou en un sótano paralizada, mientras canta, y una modelo con un arco apuntándole todo el tiempo, como si fuera Cupido. A lo largo del videoclip, también encontramos imágenes muy significativas dentro del video como puede ser Helena Paparizou posando y limpiando el suelo con una aspiradora amarilla, lo que representaría que está limpiando todo lo pasado. O imágenes como el modelo que se llena de cemento queriendo plasmar que todo se acabó, ahora está hecho de piedra.

## EP de remixes
El 15 de abril se publicó en formato digital un EP con dos remixes de la canción Baby it's over cada uno con dos versiones. El primer remix pertenece al DJ inglés The Thin Red Men, el segundo al DJ sueco Supermarkets. Este EP se puso a la venta en diferentes países de Europa como: Polonia, Suecia, Finlandia, Reino Unido, España y por supuesto en Grecia. En este último, país de la cantante, el primer día en el mercado llegó a alcanzar el primer puesto en álbum más vendido.

### Canciones
| N.º | Título                                        | Duración |  |
| 1.  | «Baby it's over (The Thin Red Men Radio Mix)» | 3:24     |  |
| 2.  | «Baby it's over (The Thin Red Men Club Mix)»  | 5:36     |  |
| 3.  | «Baby it's over (Supermarkets Radio Edit)»    | 3:27     |  |
| 4.  | «Baby it's over (Supermarkets Club Mix)»      | 3:57     |  |

## Listas
| País     | Listas                | Mejor posición |
| -------- | --------------------- | -------------- |
| Grecia   | Digital Singles Chart | 1              |
| Grecia   | Airplay Chart         | 1              |
| Chipre   | Airplay Chart         | 1              |
| Bulgaria | Airplay Chart         | 7              |
| Noruega  | Radio P4 (Top30)      | 20             |